# Ruder-Weltmeisterschaften 1994
Die Ruder-Weltmeisterschaften 1994 wurden vom 11. bis 18. September 1994 auf einem See im Eagle Creek Park in Indianapolis, USA unter dem Regelwerk des Weltruderverbandes (FISA) ausgetragen. In 23 Bootsklassen wurden dabei Ruder-Weltmeister ermittelt.

## Ergebnisse
Hier sind die Medaillengewinner aus den A-Finals aufgelistet. Diese waren mit sechs Booten besetzt, die sich über Vor- und Hoffnungsläufe sowie Halbfinals für das Finale qualifizieren mussten. Die Streckenlänge betrug in allen Läufen 2000 Meter.

### Männer
| Bootsklasse                                  | Gold | Gold    | Silber | Silber  | Bronze | Bronze  |
| -------------------------------------------- | --- | ------- | --- | ------- | --- | ------- |
| Einer (M1x)                                  | Deutschland André Willms | 6:46,33 | Schweiz Xeno Müller | 6:48,10 | Slowenien Iztok Čop | 6:49,33 |
| Leichtgewichts-Einer (LM1x)                  | Vereinigtes Königreich Peter Haining | 6:53,48 | Irland Niall O’Toole | 6:56,33 | Dänemark Karsten Nielsen | 6:56,99 |
| Doppelzweier (M2x)                           | Norwegen Lars Bjønness Rolf Thorsen | 6:08,33 | Deutschland Christian Händle Peter Uhrig | 6:08,88 | Frankreich Samuel Barathay Yves Lamarque | 6:10,03 |
| Leichtgewichts-Doppelzweier (LM2x)           | Italien Michelangelo Crispi Francesco Esposito | 6:18,10 | Neuseeland Robbie Hamill Mike Rodger | 6:20,14 | Schweiz Markus Gier Michael Gier | 6:20,85 |
| Doppelvierer (M4x)                           | Italien Alessandro Corona Rossano Galtarossa Massimo Paradiso Alessio Sartori                                                                               | 5:37,68 | Ukraine Oleksandr Martschenko Leonid Schaposchnykow Mykola Tschupryna Oleksandr Saskalko                                                                             | 5:39,11 | Deutschland Andreas Hajek André Steiner Stephan Volkert Torsten Weishaupt                                                                                               | 5:39,71 |
| Leichtgewichts-Doppelvierer (LM4x)           | Österreich Gernot Faderbauer Walter Rantasa Christoph Schmölzer Wolfgang Sigl                                                                               | 5:46,75 | Italien Enrico Gandola Paolo Pittino Ivano Zasio Massimo Guglielmi                                                                                                   | 5:48,83 | Portugal Henrique Baixinho Luis Fonseca Jose Leitao Luis Ahrens Teixeira                                                                                                | 5:49,64 |
| Zweier ohne Steuermann (M2-)                 | Vereinigtes Königreich Matthew Pinsent Steve Redgrave | 6:18,65 | Deutschland Peter Hoeltzenbein Thorsten Streppelhoff | 6:19,75 | Australien Robert Walker Richard Wearne | 6:20,25 |
| Leichtgewichts-Zweier ohne Steuermann (LM2-) | Italien Carlo Gaddi Leonardo Pettinari | 6:34,70 | Russland Wladimir Mitjuschow Alexander Ustinow | 6:39,92 | Irland Neville Maxwell Tony O’Connor | 6:39,96 |
| Zweier mit Steuermann (M2+)                  | Kroatien Igor Boraska Tihomir Franković Milan Razov (Stm.)                                                                                                  | 6:42,16 | Italien Carmine Abbagnale Gioacchino Cascone Antonio Cirillo (Stm.)                                                                                                  | 6:42,98 | Rumänien Nicolae Spîrcu Ioan Vizitiu Marin Gheorghe (Stm.) | 6:46,99 |
| Vierer ohne Steuermann (M4-)                 | Italien Riccardo Dei Rossi Raffaello Leonardo Valter Molea Carlo Mornati                                                                                    | 5:48,44 | Frankreich Michel Andrieux Daniel Fauché Philippe Lot Jean-Christophe Rolland                                                                                        | 5:49,82 | Vereinigtes Königreich Timothy Foster Rupert Obholzer Greg Searle Jonathan Searle                                                                                       | 5:50,37 |
| Leichtgewichts-Vierer ohne Steuermann (LM4-) | Dänemark Eskild Ebbesen Victor Feddersen Niels Henriksen Thomas Poulsen                                                                                     | 5:53,77 | Australien Bruce Hick Gary Lynagh James Seppelt Andrew Stunell | 5:56,24 | Deutschland Stephan Fahrig Oliver Rau Bernhard Stomporowski Martin Weis                                                                                                 | 5:57,07 |
| Vierer mit Steuermann (M4+)                  | Rumänien Valentin Robu Iulică Ruican Viorel Talapan Florian Tudor Marin Gheorghe (Stm.)                                                                     | 6:06,69 | Vereinigte Staaten Bill Cooper Adam Holland Ted Murphy Chris Swan Pete Cipollone (Stm.)                                                                              | 6:06,98 | Niederlande Michiel Bartman Jochen Jansen Pim Vos Marc Eecen Kagan Turkcan (Stm.)                                                                                       | 6:07,73 |
| Achter (M8+)                                 | Vereinigte Staaten Jonathan Brown Sean Hall Frederic Honebein Robert Kaehler Jeffrey Klepacki James Koven John McKibbon Donald Smith Steven Segaloff (Stm.) | 5:24,50 | Niederlande Kai Compagner Nico Rienks Niels van der Zwan Jaap Krijtenburg George van Iwaarden Niels van Steenis Henk-Jan Zwolle Ronald Florijn Jeroen Duyster (Stm.) | 5:25,10 | Rumänien Dorin Alupei Vasile Năstase Dragoș Neagu Cornel Nemțoc Valentin Robu Iulică Ruican Viorel Talapan Florian Tudor Marin Gheorghe (Stm.)                          | 5:27,08 |
| Leichtgewichts-Achter (LM8+)                 | Vereinigtes Königreich Christopher Bates Simon Cox Steve Ellis Toby Hessian Tom Kay Dave Lemon Jim McNiven Carl Smith John Deakin (Stm.)                    | 5:31,00 | Dänemark Johnny Bo Andersen Morten Bagger Michael Hjelmer Jeppe Jensen Kollat Michael Jensen Hardy Olesen Bo Vestergaard Thomas Buch Stephen Masters (Stm.)          | 5:31,36 | Italien Salvatore Amitrano Enrico Barbaranelli Massimiliano Faraci Pasquale Marigliano Fabrizio Ravasi Andrea Re Roberto Romanini Carmine Somma Gaetano Iannuzzi (Stm.) | 5:34,63 |

### Frauen
| Bootsklasse                                  | Gold | Gold    | Silber | Silber  | Bronze | Bronze  |
| -------------------------------------------- | --- | ------- | --- | ------- | --- | ------- |
| Einer (W1x)                                  | Dänemark Trine Hansen | 7:23,96 | Deutschland Kathrin Boron | 7:24,90 | Belgien Annelies Bredael | 7:25,56 |
| Leichtgewichts-Einer (LW1x)                  | Rumänien Constanța Burcică | 7:34,17 | Niederlande Laurien Vermulst | 7:35,81 | Schweiz Pia Vogel | 7:38,63 |
| Doppelzweier (W2x)                           | Neuseeland Philippa Baker Brenda Lawson | 6:45,30 | Kanada Kathleen Heddle Marnie McBean | 6:46,17 | Deutschland Angela Schuster Jana Thieme | 6:47,16 |
| Leichtgewichts-Doppelzweier (LW2x)           | Kanada Colleen Miller Wendy Wiebe | 6:54,85 | Volksrepublik China Shaoyan Ou Aifang Zhong | 6:56,83 | Vereinigte Staaten Lindsay Burns Teresa Zarzeczny                                                                                               | 6:57,76 |
| Doppelvierer (W4x)                           | Deutschland Kerstin Köppen Kristina Mundt Katrin Rutschow Jana Sorgers                                                                                 | 6:11,73 | Volksrepublik China Cao Mianying Liu Xirong Zhang Xiuyun Zhao Guifeng | 6:15,74 | Ukraine Switlana Masij Dina Miftachutdynowa Olena Ronschyna Tetjana Ustjuschanina                                                               | 6:18,05 |
| Zweier ohne Steuerfrau (W2-)                 | Frankreich Hélène Cortin Christine Gossé | 7:01,77 | Rumänien Iulia Bobeică Elisabeta Lipă | 7:05,45 | Australien Carmen Klomp-Wearne Anna Ozolins | 7:07,60 |
| Vierer ohne Steuerfrau (W4-)                 | Niederlande Femke Boelen Elien Meijer Muriel van Schilfgaarde Rita de Jong                                                                             | 6:30,76 | Vereinigte Staaten Catriona Fallon Amy Fuller Anne Kakela Monica Tranel-Michini                                                                                            | 6:31,92 | Australien Alison Davies Kate Slatter Megan Still Victoria Toogood                                                                              | 6:32,85 |
| Leichtgewichts-Vierer ohne Steuerfrau (LW4-) | Vereinigte Staaten Christine Collins Danika Holbrook-Harris Charlotte Hollings Linda Muri                                                              | 6:36,40 | Vereinigtes Königreich Jane Brownless Annamarie Hall Annamarie Stapleton Tonia Williams                                                                                    | 6:37,28 | Volksrepublik China Yahong Ding Fei Li Xiaoli Liao Fang Wang                                                                                    | 6:38,27 |
| Achter (W8+)                                 | Deutschland Kathrin Haacker Andrea Klapheck Micaela Schmidt Doreen Martin Dana Pyritz Antje Rehaag Ute Wagner Stefani Werremeier Doreen Schnell (Stf.) | 6:07,42 | Vereinigte Staaten Jennifer Dore Catriona Fallon Amy Fuller Anne Kakela Laurel Korholz Elizabeth McCagg Katherine Scanlon Lewis Monica Tranel-Michini Yasmin Farooq (Stf.) | 6:08,24 | Rumänien Angela Alupei Iulia Bobeică Veronica Cochela Lenuta Doroftei Doina Ignat Elisabeta Lipă Ioana Olteanu Anca Tănase Cristina Ilie (Stf.) | 6:08,55 |

## Medaillenspiegel
| Platz | Land                   | Gold | Silber | Bronze | Gesamt |
| ----- | ---------------------- | ---- | ------ | ------ | ------ |
| 1     | Italien                | 4    | 2      | 1      | 7      |
| 2     | Deutschland            | 3    | 3      | 3      | 9      |
| 3     | Vereinigtes Königreich | 3    | 1      | 1      | 5      |
| 4     | Vereinigte Staaten     | 2    | 3      | 1      | 6      |
| 5     | Rumänien               | 2    | 1      | 3      | 6      |
| 6     | Dänemark               | 2    | 1      | 1      | 4      |
| 7     | Niederlande            | 1    | 2      | 1      | 4      |
| 8     | Frankreich             | 1    | 1      | 1      | 3      |
| 9     | Kanada                 | 1    | 1      |        | 2      |
| 9     | Neuseeland             | 1    | 1      |        | 2      |
| 11    | Österreich             | 1    |        |        | 1      |
| 11    | Kroatien               | 1    |        |        | 1      |
| 11    | Norwegen               | 1    |        |        | 1      |
| 14    | Volksrepublik China    |      | 2      | 1      | 3      |
| 15    | Australien             |      | 1      | 3      | 4      |
| 16    | Schweiz                |      | 1      | 2      | 3      |
| 17    | Irland                 |      | 1      | 1      | 2      |
| 17    | Ukraine                |      | 1      | 1      | 2      |
| 19    | Russland               |      | 1      |        | 1      |
| 20    | Belgien                |      |        | 1      | 1      |
| 20    | Portugal               |      |        | 1      | 1      |
| 20    | Slowenien              |      |        | 1      | 1      |
| Summe | Summe                  | 23   | 23     | 23     | 69     |